# Concert champêtre (Le Guerchin)
Pour l’article homonyme, voir Le Concert champêtre.
Le Concert champêtre (italien : Concerto Campestre) est une peinture à l'huile sur toile exécutée vers 1617 par l'artiste italien Le Guerchin.
Mesurant 34 × 46 cm, le tableau se trouve à la Galerie des Offices à Florence. Il est considéré comme un exemple rare de paysage pastoral pur.